# James at 15 (film)
James at 15 è un film televisivo del 1977, diretto da Joseph Hardy.
Il film è l'episodio pilota della serie televisiva James.

## Trama
Il quindicenne James Hunter, figlio di un professore universitario, si trasferì con la sua famiglia dall'Oregon a Boston, nel Massachusetts. Sentendo la mancanza della fidanzata che si è lasciato alle spalle, James decide di andare a trovarla e scappa di casa. Lungo la strada incontra una studentessa d'arte che sta girando il paese facendo l'autostop e da lei apprende alcune preziose lezioni sulla vita. 

## Produzione
Durante un pranzo a New York City Paul Klein, capo della programmazione della NBC, informò David Sontag, vicepresidente senior degli affari creativi della Twentieth Century Fox, che aveva bisogno di una serie televisiva da trasmettere la domenica sera. Sontag gli suggerì di realizzare una serie televisiva che mostrasse il raggiungimento della maggiore età di un adolescente incentrandosi sui suoi sogni, le sue fantasie e le sue speranze. Klein approvò l'idea e Sontag suggerì come scrittore della serie Dan Wakefield, giornalista e scrittore di fantascienza autore del romanzo Going All the Way, un racconto del raggiungimento della maggiore età negli anni 50.
Venne così realizzato questo film televisivo che, in caso di successo, sarebbe stato l'episodio pilota di una vera e propria serie televisiva.

## Accoglienza
Il film è stato presentato in anteprima ad alti ascolti, superando gli ascolti per la settimana dal 5 all'11 settembre 1977, con uno share del 42% di spettatori, spingendo rapidamente la NBC ad approvare la realizzazione di una serie. Lo scrittore dell'Associated Press Jerry Buck ha detto del film televisivo che "cattura l'essenza del crescere in America", aggiungendo: "Compensa tutte le sciocchezze che abbiamo dovuto sopportare, come Sons and Daughters e Hollywood High."